# Ouija
 Ovo je glavno značenje pojma Ouija. Za druga značenja pogledajte Ouija (album).
Ouija ili Ouija ploča (eng. Ouija board), poznata i kao ploča za prizivanje duhova, društvena igra na ploči za dvoje do šestero igrača koja se sastoji od ravne ploče s upisanom abecedom, brojevima od 0 do 9 te riječi da, ne i zbogom te planšete (mali pokazivač od plastike ili drva u obliku srca) koja se pomiče po ploči. Ponekad se na ploči nalaze ugravirani simboli i grafiti. Upute za igru navode kako ploča omogućuje kontakt sa svijetom duhova. Danas je Hasbro, američka kompanija za proizvodnju igračaka i društvenih igra jedna od glavnih proizvođača te društvene igre.
Premda je Ouija namijenjena za igru djece starije od osam godina, ona ima zlokobnu reputaciju kojoj je najviše pridonio marketing putem reklamiranja društvene igre u filmovima strave, što je rezultiralo pozicioniranjem Ouija ploče kao teme urbanih legendi.

## Pravila igre
Igra je namijenena djeci starijoj od osam godina. Igrači postave ploču na stol ili neku drugu ravnu površinu, sjednu u krug i stave prste na planšetu koju polože na ploču. U sredini planšete nalazi se okrugli otvor pomoću kojeg se može vidjeti slova preko kojih kliže planšeta. Nakon toga jedan od sudionika igra priziva duha i postavlja pitanje. Prema uputstvima za igru, duh odgovara igračima tako što pomiče planšetu i prelazi preko određenih slova od kojih se navodno može razaznati odgovor.

## Povijest
Ouija ploča nastala je u SAD-u tijekom 19. stoljeća u vrijeme pojave spiritističkog pokreta, koji je započeo 1848. godine objavom navodnog slučaja sestara Fox, koje su prijavile da su opsjednute duhovima. Uskoro nakon toga počele su se održavati spiritističke seanse diljem SAD-a, na kojima je, tobože, ostvarivana komunikacija s duhovima. Jedan od načina uspostave veze sa svijetom duhova bila je i izrada ravne ploče s ucrtanim slovima abecede, brojevima, te riječima "da", "ne" i "zbogom".
Prvi proizvođač i prodavač te društvene igre bio je Charles Kennard iz Baltimorea koji je osnovao firmu Kennard Novelty Company, koja je 1891. godine patentirala Ouija ploču. Prema popularnom vjerovanju ime ploče nastalo je kao kombinacija francuske riječi oui i njemačke riječi ja. S vremenom je kompaniju preuzeo William Fuld koji se često pogrešno navodi kao izumitelj Ouija ploče. Godine 1966. tvrtka Parker Brothers otkupila je prava na proizvodnju i prodaju ploče od Fuld Company, a već sljedeće godine prodali su 2 milijuna ploča, čime su prešli prodaju Monopolyja, druge popularne društvene igre.

## Znanstveno objašnjenje funkcioniranja igre
Tijekom igre, dok igrači drže prstima planšetu, čini se kao da se ona sama pomiče, neovisno o volji igrača, što izaziva učinak straha i uvjerenja kako je pomiče netko ili nešto nevidljivo ljudskom oku. Znanstvenici su istraživali njeno djelovanje i mehanizma pomjeranja planšete te su razvili više teorija. Najčešće objašnjenje je da ljudi nesvjesno pomiču planšetu zbog čega su uvjereni kako se ona pomiče sama od sebe. Fenomen se naziva ideomotričkim učinkom.

## Stav katoličke Crkve o prizivanju duhova
Biblija je kategorički protiv bilo kakvog prizivanja duhova, što ističe u više navrata. Katolička crkva zabranjuje vjernicima upuštanje u takve prakse pa čak i u slučaju da su pasivni promatrači. Crkva vjeruje da zazivanje duhova može biti opasno, jer je prizvane duhove teško otjerati, a često je moguće da se umjesto priziva željene duše pojavi nekakav zlokoban duh te savjetuje mladima da ne eksperimentiraju s Ouija pločama.

## U popularnoj kulturi
Posljednjih nekoliko desetljeća ponovno raste popularnost Ouija ploča, osobito zahvaljujući njihovoj mistifikaciji i pridavanju zlokobnih osobina, što se dodatno popularizira u horor filmovima, poput starijeg filmskog klasika Istjerivač đavola (1973.) te nešto novijih i novih filmova poput Witchboard (1986.), Witchboard 2 (1993.), Witchboard 3 (1995.), Ispod površine (2000.) Paranomalno (2007.), Prizivanje duhova (2014.) i nastavka Prizivanje duhova: Porijeklo zla (2016.) te Prizivanje 2 (2016.). Također, Ouija se često koristi na zabavama u vrijeme Noći vještica (eng. Halloween) kao jedan od tipičnih rekvizita te noći.
Zloglasni britanski okultist Aleister Crowley (1875.-1947.) zagovarao je uporabu Ouija ploče, koja je igrala zamjetnu ulogu u mnogim njegovim magijskim radovima.